# Hegins, Pennsylvania
Hegins, Pennsylvania (енгл. Hegins) насељено је место без административног статуса у америчкој савезној држави Пенсилванија.

## Демографија
По попису из 2010. године број становника је 812.
| Група             | 2000.    | 2010.       |
| Белци             | 0 (0,0%) | 791 (97,4%) |
| Афроамериканци    | 0 (0,0%) | 0 (0,0%)    |
| Азијати           | 0 (0,0%) | 2 (0,2%)    |
| Хиспаноамериканци | 0 (0,0%) | 12 (1,5%)   |
| Укупно            | 0        | 812         |